# شوشانا سارگسیان
شوانا سارگسیان (ارمنی: Շուշաննա Սարգսյան؛ زادهٔ ۲ مارس ۱۹۹۲) شطرنج‌باز زن اهل ارمنستان است که در مسابقات قهرمانی شطرنج ارمنستان سال ۲۰۱۴ به مقام اول دست یافت.
| به‌دلیل برخی مشکلات فنی، نمودارها موقتاً قابل مشاهده نیستند. اطلاعات بیشتر پیرامون این مشکل در فابریکاتور و وبگاه مدیاویکی در دسترس است. | |
| | به‌دلیل برخی مشکلات فنی، نمودارها موقتاً قابل مشاهده نیستند. اطلاعات بیشتر پیرامون این مشکل در فابریکاتور و وبگاه مدیاویکی در دسترس است. |